# Le Duc d’Alençon ou les Frères ennemis
Le Duc d’Alençon ou les Frères ennemis ist eine Tragödie in drei Aufzügen von Voltaire. Der Text ist eine in Berlin entstandene Neufassung von Voltaires Tragödie Adélaïde du Guèsclin von 1734 und wurde 1751 für Friedrich II. ohne weibliche Rollen im Schloss Sanssouci in Potsdam uraufgeführt.

## Handlung
Die Handlung spielt in Lusignan im Poitou während des Hundertjährigen Krieges. Nemours, Anhänger des Dauphins von Frankreich, und der Duc de d’Alençon, verbündet mit den Engländern, sind verfeindete Brüder. Der Duc d’Alençon hat Adélaïde du Guesclin aus der Hand der Engländer gerettet und will sie heiraten. Amélie liebt jedoch Nemours und steht zum Dauphin. Als Nemours in die Gefangenschaft der Engländer gerät, will der eifersüchtige Duc d’Alençon seinen Bruder und Rivalen von seinem Verbündeten Coucy, der ebenfalls Amélie liebt, töten lassen. Als sich das Gewissen des Duc d’Alençon regt und er seinen Befehl bereut, ist es vermeintlich zu spät. Coucy hat jedoch die Reue des Duc d’Alençon voraussehend Nemours verschont. Nach der Versöhnung heiratet Nemours Adélaïde und der Duc d’Alençon erkennt den Dauphin als Anwärter des französischen Thrones an.

## Literarische Vorlage und biografische Bezüge
Voltaire, enttäuscht von der lauen Aufnahme seiner 1734 in Paris nur elfmal aufgeführten und ungedruckten Adélaïde du Guèsclin, überarbeitete die Tragödie 1751 in Berlin für Friedrich II., der eine Aufführung in Sanssouci wünschte. Da in Sanssouci nur Männer erwünscht waren, entfernte Voltaire die weiblichen Rollen.

## Aufführungen und zeitgenössische Rezeption
Die Tragödie wurde 1751 wiederholt in Sanssouci zur vollen Zufriedenheit des Königs aufgeführt. Die Titelrolle übernahm Friedrichs Bruder Heinrich.

## Drucklegung
Die Tragödie blieb trotz der Aufführungen ungedruckt. 1752 erschien bereits die fünfaktige Fassung Amélie ou le Duc de Foix. Die erste Buchausgabe wurde 1821 durch Louis de Bois besorgt.

## Erste Ausgaben
- Le Duc d’Alençon ou les Frères ennemis, Tragédie par M. de Voltaire, Ouvrage inédit publié pour la prémier fois par M. Louis de Bois, Paris, Pluquet et Brissot-Thivars, 1821, 8°, X, 35 S.